# بوکومولول
بوکومولول (انگلیسی: Bucumolol) یک آنتاگونیست بتا آدرنرژیک است.